# 霍爾利茨凱
48°2′36″N 36°0′56″E / 48.04333°N 36.01556°E
霍爾利茨凱（烏克蘭語：Горлицьке）是位於烏克蘭東南部的村莊，由扎波羅熱州扎波羅熱区的新米科拉伊夫卡市鎮負責管轄。該村處於上捷爾薩河右岸，距離薩多韋1.5公里，始建於1925年，面積0.005平方公里，海拔高度112米，2001年人口65。